# 索诺瓦
索诺瓦（Sonova Holding AG，2007年8月1日前名为Phonak Holding AG）是一家瑞士公司，总部位於施泰法，該公司专门从事听力护理解决方案（助聽器、人工耳蜗、無線通訊解决方案）。該公司旗下有Phonak、Unitron、Hansaton、Advanced Bionics、Sennheiser和AudioNova等品牌。截至2021年，索诺瓦在全球助听器市场的销售额中占有24%。